# Eragrostis palustris
Eragrostis palustris là một loài thực vật có hoa trong họ Hòa thảo. Loài này được Zon mô tả khoa học đầu tiên năm 1992.